# 차이나 레인

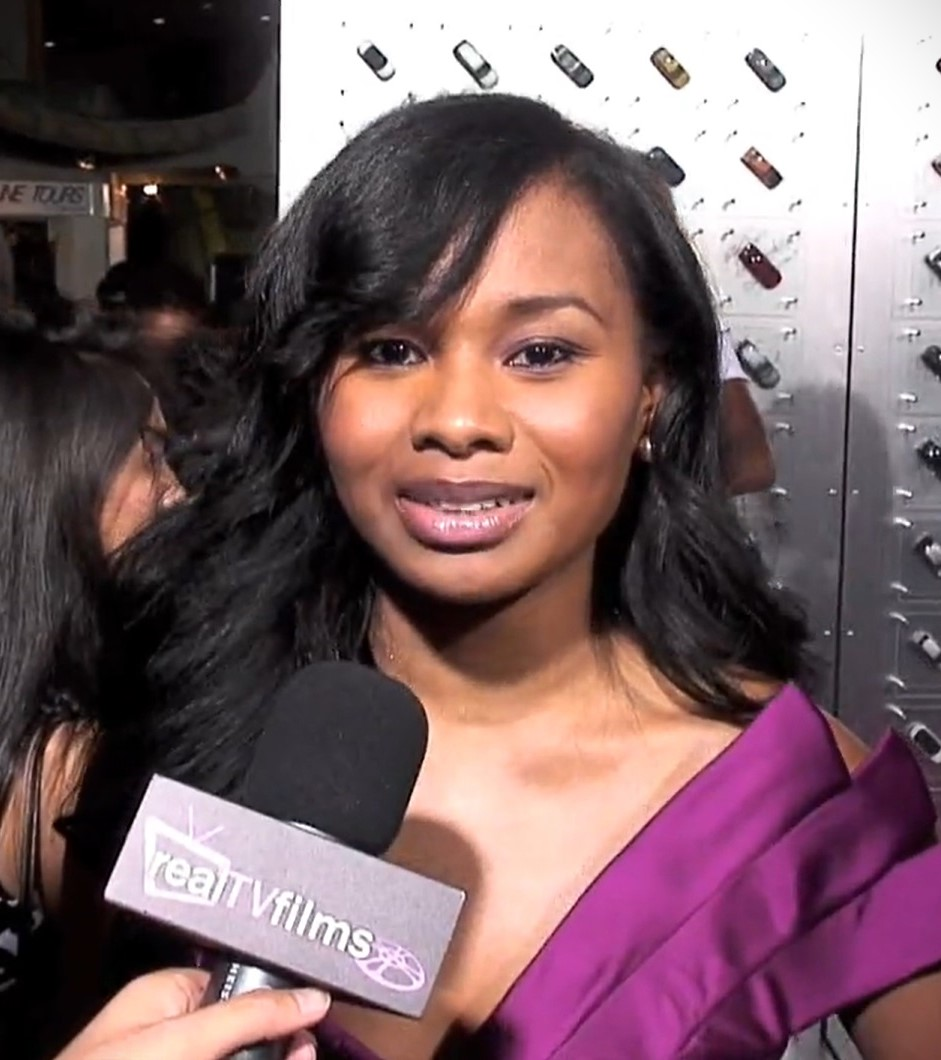

차이나 레인(Chyna Layne)은 미국의 배우, 텔레비전 배우, 영화배우이다.
뉴욕주에서 태어났다.

## 영화
- 더 퍼스트 퍼지 (2018년)
- 위 아 패밀리 (2017년)
- 72시간 (2015년)
- 라이프 오브 크라임 (2013년) - 로레타 역
- 백 덴 (2012년) - 어린 로첼 역
- 프레셔스 (2009년) - 론다 역
- 캐딜락 레코드 (2008년)
- 라이프 서포트 (2007년)